# 瑟普賴斯角
瑟普賴斯角（英語：Cape Surprise），是南極洲的海岬，位於杜費克海岸，處於馬薩姆冰川和巴雷特冰川之間，由新西蘭探險隊命名，現時由南極條約體系管理。